# Benjamin Okuomose
Benjamin Okuomose (26 de abril de 1995) es un deportista nigeriano que compite en taekwondo. Ganó una medalla de bronce en los Juegos Panafricanos de 2019, y una medalla de plata en el Campeonato Africano de Taekwondo de 2022.

## Palmarés internacional
| Juegos Panafricanos | Juegos Panafricanos | Juegos Panafricanos | Juegos Panafricanos |
| Año                 | Lugar               | Medalla             | Categoría           |
| ------------------- | ------------------- | ------------------- | ------------------- |
| 2019                | Rabat (Marruecos)   | Medalla de bronce   | +87 kg              |
| Campeonato Africano |                     |                     |                     |
| Año                 | Lugar               | Medalla             | Categoría           |
| 2022                | Kigali (Ruanda)     | Medalla de plata    | +87 kg              |